# Колчицкий, Галикс Николаевич
Галикс Николаевич Колчицкий (19 апреля 1922, Харьков, УССР — 15 мая 1999, Москва, Россия) — советский актёр театра и кино; заслуженный артист РСФСР (10 мая 1962). Более 50 ролей в кино и более 20 ролей в театрах СССР.

## Биография
Сын Управляющего делами Московской Патриархии протопресвитера Николая Колчицкого. До войны Галикс Колчицкий поступил в политехнический институт, а 1941 году стал актёром в Московский драматическом театре имени К. С. Станиславского.
Во время Великой Отечественной войны служил в РККА с августа 1941 года командиром отделения, зенитчиком в 244-м гвардейском зенитном артиллерийском полку 1-й Гвардейской зенитной артиллерийской дивизии. Демобилизован 18.10.1945.
В ноябре 1949 года вошёл в труппу МХАТ. Был первым исполнителем ролей Рыжова («Чужая тень»), Замыслова («Дачники»), Мартынова («Лермонтов»), Поликсена («Зимняя сказка»), Звонцова («Егор Булычов и другие») и других. Некоторое время заведовал труппой МХАТ. После разделения театра остался в МХАТ имени Горького. В 1989 году между Галиксом Николаевичем и руководителем театра Татьяной Дорониной произошёл конфликт, в результате которого актёр покинул МХАТ.
Галикс Николаевич начал свой актёрский путь в кино с конца 1950-х годов. Наиболее часто играл военных, начальников, иностранцев. Наиболее известные роли: Вудсон («Эксперимент доктора Абста»), Курчатов («Укрощение огня»), Лавровский («Исполнение желаний»), генерал Лебен («Скворец и Лира»), доктор Кейв («Призраки зелёной комнаты») и др.
Могила актёра находится на кладбище в подмосковном Переделкино.

### Семья
- Супруга — Нина Колчицкая, артистка театра им. Станиславского, режиссёр Центрального телевидения[1].
- Сын — Николай Галиксович Колчицкий (родился 15.12.1948[4]), актёр[4], директор бильярдного Клуба «Кино», игрок лиги Императорского Бильярда, Член президиума Московской областной федерации бильярдного спорта[5].

## Творчество

### Театральные роли
Электротеатр «Станиславский» (1941—1949), МХАТ (1949—1987) и МХАТ им. М. Горького (1987—1989):
- Джозеф Сэрфес — «Школа злословия» Р. Шеридана (постановка Н. М. Горчакова и П. С. Ларгина)
- Лорд Горинг — «Идеальный муж» О. Уайльда (постановка В. Я. Станицына, режиссёры Г. Г. Конский и С. С. Пилявская)
- Гетман всея Украины — «Дни Турбиных» М. Булгакова (постановка Л. В. Варпаховского)
- Барин с большими усами — «Горячее сердце» А. Островского (постановка К. С. Станиславского, режиссёры М. М. Тарханов, И. Я. Судаков, В. А. Орлов, П. В. Лесли, режиссёры возобновления В. Я. Станицын, А. Н. Грибов)
- Бобоедов — «Враги» М. Горького (режиссура — В. И. Немирович—Данченко, М. Н. Кедров)
- Босс Финли — «Сладкоголосая птица юности» Т. Уильямса (постановка В. Н. Шиловского, руководитель постановки О. Н. Ефремов)
- Сорин — «Чайка» Антона Чехова (постановка Б. Н. Ливанова)
- Оптимист — «Кремлёвские куранты » Николая Погодина (режиссура: В. И. Немирович—Данченко, Л. М. Леонидов, М. О. Кнебель, И. М. Раевский, режиссёры возобновления Ю. Л. Леонидов, С. Г. Десницкий, В. Н. Шиловский)
- Падре Дуасо — «Сон разума» Антонио Буэро Вальехо (постановка О. Н. Ефремова)
- Егорушка — «Иванов» Антона Чехова (постановка О. Н. Ефремова)
- Губернатор — «Мертвые души» М. Булгаков по роману Н. Гоголя (режиссёры В. Г. Сахновский, Е. С. Телешева, руководитель постановки К. С. Станиславский)
- Мамаев — «На всякого мудреца довольно простоты» Александра Островского (постановка В. Я. Станицына)
- Хирург — «Живи и помни» Валентина Распутина (постановка В. Н. Богомолова)
- Немецкий генерал — «Так победим!» Михаила Шатрова (постановка О. Н. Ефремова)
- Генерал—губернатор — «Дядюшкин сон» Фёдора Достоевского (постановка В. Н. Богомолова)
- Муров — «Без вины виноватые» Александа Островского (постановка В. А. Орлова)
- Николай — «Поздняя любовь» Александа Островского (постановка Н. М. Горчакова)
- Стекольников — «Обратная связь» А. Гельмана (постановка О. Н. Ефремова, режиссёр Л. Ф. Монастырский)
- Князь Степан Аркадьевич Облонский (Стива) — «Анна Каренина» Н. Волкова по роману Л. Толстого (режиссура — В. И. Немирович—Данченко, В. Г. Сахновский)
- Звонцов — «Егор Булычов и другие» М. Горького (постановка Б. Н. Ливанова и И. М. Тарханова)
- Бонч—Бруевич — «Шестое июля» Михаила Шатрова (постановка Л. В. Варпаховского)
- Лаврецкий — «Дворянское гнездо» И. Тургенева (постановка М. М. Яншина)

### Роли в кино
— главная роль

| Год  |     | Название                                                                         | Роль                                              |
| ---- | --- | -------------------------------------------------------------------------------- | ------------------------------------------------- |
| 1996 | ф   | Лиза и Элиза                                                                     | Секретарь                                         |
| 1992 | ф   | Чёрный квадрат                                                                   | Юрий Владимирович Андропов                        |
| 1991 | ф   | Царь Иван Грозный                                                                | Митрополит Филипп                                 |
| 1991 | тф  | Сюжет для двух рассказов                                                         | Муж Нюты, архитектор                              |
| 1991 | ф   | Призраки зелёной комнаты                                                         | Доктор Кейв                                       |
| 1987 | тсп | Так победим! (фильм-спектакль)                                                   | Немецкий генерал                                  |
| 1987 | ф   | Николай Подвойский                                                               | [ 7 ]                                             |
| 1987 | тсп | Мораль Леонардо (фильм-спектакль)                                                | Имя персонажа не указано                          |
| 1987 | тсп | Мегрэ у министра (фильм-спектакль)                                               | Премьер-министр                                   |
| 1986 | ф   | Таинственный узник                                                               | Лагутин                                           |
| 1986 | ф   | Попутчик                                                                         | Учитель                                           |
| 1986 | тсп | Накануне отъезда (фильм-спектакль)                                               | Савва Петрович Окладников                         |
| 1986 | ф   | Борис Годунов                                                                    | Боярин                                            |
| 1985 | ф   | От зарплаты до зарплаты                                                          | Евгений Андреевич Ольминский, член комиссии       |
| 1985 | ф   | Господин гимназист                                                               | Василий Васильевич, директор гимназии             |
| 1984 | ф   | Михайло Ломоносов, серии «От недр своих - 1», «От недр своих - 2»                | Отец Варсануфий, настоятель Соловецкого монастыря |
| 1983 | ф   | Анна Павлова (англ. Anna Pavlova, нем. Anna Pawlowa, фр. Ein Leben für den Tanz) | Выступающий в Думе                                |
| 1982 | ф   | Красные колокола (фильм второй)                                                  | Русский промышленник                              |
| 1982 | тсп | Этот фантастический мир. Выпуск 7 (фильм-спектакль)                              | Профессор                                         |
| 1981 | тсп | Охотник (фильм-спектакль)                                                        | Акустин                                           |
| 1980 | ф   | Атланты и кариатиды, 4-я серия                                                   | Артист МХАТа                                      |
| 1982 | тсп | Мёртвые души (фильм-спектакль)                                                   | Губернатор                                        |
| 1982 | тсп | Этот фантастический мир. Выпуск 2. «Алло, Парнас!» (фильм-спектакль)             | Юпитер                                            |
| 1976 | ф   | Солдаты свободы                                                                  | Коротченко, секретарь ЦК компартии Украины        |
| 1976 | ф   | Сибирь, 1 серия «Побег»                                                          | [ 14 ]                                            |
| 1976 | тсп | Ну, публика! (фильм-спектакль)                                                   | Таможенник-пакгаузный надзиратель                 |
| 1976 | тсп | В одном микрорайоне (фильм-спектакль), 3-я серия                                 | Гость Борисова                                    |
| 1974 | тсп | Чайка (фильм-спектакль)                                                          | Сорин                                             |
| 1974 | мтф | Хождение по мукам, 8-я серия «Даша»                                              | Заговорщик                                        |
| 1974 | ф   | Скворец и Лира (чеш. Skřivánek a Lyra)                                           | Генерал Лебен                                     |
| 1974 | ф   | Выбор цели                                                                       | Академик на встрече Сталина с Иоффе и Вернадским  |
| 1973 | ф   | Исполнение желаний                                                               | Лавровский                                        |
| 1972 | ф   | Укрощение огня                                                                   | Курчатов                                          |
| 1972 | ф   | Право на прыжок                                                                  | Профессор Луговой, хирург                         |
| 1972 | тсп | Враги (фильм-спектакль)                                                          | Бобоедов, ротмистр                                |
| 1971 | тсп | Заговор (фильм-спектакль)                                                        | Арт Корвин, начальник охраны президента США       |
| 1971 | ф   | Вся королевская рать                                                             | Патон                                             |
| 1970 | тсп | Великое пророчество (фильм-спектакль)                                            | Генерал Слезкин                                   |
| 1970 | тсп | Боян Чонос (фильм-спектакль)                                                     | Зографов                                          |
| 1969 | ф   | Штрихи к портрету В. И. Ленина, Фильм № 3 «Воздух Совнаркома»                    | Владимир Дмитриевич Бонч-Бруевич                  |
| 1969 | тсп | Егор Булычов и другие (фильм-спектакль)                                          | Андрей Звонцов, муж Варвары                       |
| 1968 | тсп | Тебе мое сердце (фильм-спектакль)                                                | Имя персонажа не указано                          |
| 1968 | тсп | Скучная история. Из записок старого человека (фильм-спектакль)                   | Михаил Федорович, преподаватель, филолог          |
| 1968 | тсп | Поздняя любовь (фильм-спектакль)                                                 | Николай Шаблов                                    |
| 1968 | тсп | Поэма о топоре (фильм-спектакль)                                                 | Иностранец                                        |
| 1968 | ф   | Эксперимент доктора Абста                                                        | Вудсон, американский майор                        |
| 1967 | ф   | Запомним этот день                                                               | [ 7 ]                                             |
| 1966 | тсп | Татьяна Крамова (фильм-спектакль)                                                | Имя персонажа не указано                          |
| 1964 | тсп | Лёля, Катя и Дима (фильм-спектакль)                                              | Имя персонажа не указано                          |
| 1959 | ф   | Золотой эшелон                                                                   | Скайф                                             |

## Награды
- Медаль «За оборону Москвы» (1944)[2].
- Медаль «За победу над Германией в Великой Отечественной войне 1941—1945 гг.» (1945)[15]
- Орден Отечественной войны II степени[16] (1985).